# Unité urbaine de Vic-Fezensac
L'unité urbaine de Vic-Fezensac est une aire urbaine française centrée sur la ville de Vic-Fezensac.

## Caractéristiques
D'après la définition qu'en donne l'INSEE en 2010, l'unité urbaine de Vic-Fezensac est composée de 2 communes, toutes situées dans le Gers.
Lunité urbaine de Vic-Fezensac est égale à l'aire urbaine de Vic-Fezensac.

### Communes
Liste des communes appartenant à l'unité urbaine de Vic-Fezensac selon la nouvelle délimitation de 2010 et sa population municipale en 2010 (liste établie par ordre alphabétique) :
| Nom          | Code Insee | Département | Statut       | Superficie (km2) | Population (dernière pop. légale) | Densité (hab./km2) | Modifier                                    |
| ------------ | ---------- | ----------- | ------------ | ---------------- | --------------------------------- | ------------------ | ------------------------------------------- |
| Marambat     | 32231      | Gers        | banlieue     | 9,70             | 424 (2022)                        | 44                 | modifier les données · modifier les données |
| Vic-Fezensac | 32462      | Gers        | ville-centre | 53,94            | 3 578 (2022)                      | 66                 | modifier les données · modifier les données |

## Évolution démographique
L'évolution démographique ci-dessous concerne l'unité urbaine selon le périmètre défini en 2010.
| 1968  | 1975  | 1982  | 1990  | 1999  | 2009  | 2014  | 2019  | 2021  | 2022  |
| ----- | ----- | ----- | ----- | ----- | ----- | ----- | ----- | ----- | ----- |
| 4 293 | 4 321 | 4 259 | 3 998 | 3 941 | 4 060 | 3 994 | 3 983 | 4 009 | 4 002 |